# Міжнародні відносини Катару
Катар досягнув повної незалежності від Сполученого Королівства 3 вересня 1971 року. Арабські держави були одними з перших визнали Катар, і країна отримала доступ до Організації Об'єднаних Націй і Ліги арабських держав у тому ж році. Катар встановив дипломатичні стосунки з Радянським Союзом, комуністичним Китаєм в 1988 році. Країна стала раннім членом ОПЕК і одним із засновників Рада співробітництва арабських держав Перської затоки (ССЗ). Катар є стратегічним союзником Китаю, відносини між двома країнами зміцнюються.
За останні два десятиліття, Катару зріс її міжнародний авторитет і кулаком вище його ваги в міжнародних справах. Він був дуже впевнений у собі і вважає, що він має можливість і спроможність прийняти незалежну зовнішню політику". Країна є членом багатьох міжнародних організацій і підтримує двосторонні відносини по всьому світу. Іслам Хасан, аналітик Центру міжнародних та регіональних досліджень Джорджтаунського університету у Катарі, стверджує, що монархія вважає, що одним із способів виживання режиму тут є визнання на регіональному і міжнародному рівнях."
Катар також використовує свої величезні багатства для отримання впливу за кордоном; його державних ЗМІ компанії «Аль-Джазіра» служить засобом здійснення міжнародного м'якої сили. Катар купує вплив в західних країнах за рахунок інвестицій і пожертвувань. Наприклад, країна зробила великі пожертви відомого вашингтонського аналітичного центру Інститут Брукінгса, придбав британський рітейлер «Херродс», і пожертвував $1 млн у Фонд Клінтона, поки Хілларі Клінтон була держсекретарем США.

## Багатосторонні відносини
Шейх Хамад бен Халіфа Аль Тані, емір Катару з 1995 по 2013 рік, допоміг встановити репутацію Катару як впливового гравця у близькосхідній політиці. Першим великим кроком у цьому напрямку стало створення державної медіакомпанії «Аль-Джазіра».
Катар також підтримує тісні відносини з західними державами, зокрема зі Сполученими Штатами і Сполученим Королівством. Авіабаза Аль-Удейд приймає американські і британські ВПС. Катар активно інвестував в лондонську нерухомість, а також робив пожертвування відомим дослідницьким центрам в Сполучених Штатах. Водночас Катар підтримує зв'язки із західними супротивниками, включаючи Іран, ХАМАС, «Братів-мусульман» і екстремістські елементи в Сирії.
Населення Катару становить близько 1,8 мільйона чоловік, проте тільки 280 000 з них є громадянами. Переважна більшість населення становлять трудящі-мігранти, які страждають від серйозних порушень прав людини, включаючи погані умови життя, зловживання з боку роботодавців і вилучення паспортів і інших імміграційних документів. Ці порушення прав людини викликали напруженість між Катаром і ліберальними західними демократіями. Це також одна з небагатьох країн, в яких громадяни не повинні платити ніяких податків.
Катар є членом Організації ісламського співробітництва, Ради співробітництва країн Перської затоки, ОПЕК та Ради Арабської економічної єдності.

### Регіональні відносини
На думку американського соціолога та історика-соціолога Іммануеля Валлерстайна, Катар прагне стати великим регіональним гравцем у близькосхідній політиці. Валлерстайн стверджував, що Катар прагнув зробити те ж саме в Сирійській громадянській війні і надавав підтримку екстремістським елементам в Сирії. За словами Валлерстайна, Катар і Саудівська Аравія конкурують за вплив у регіональній політиці.
Катар впливав на політичні та релігійні потрясіння на Близькому Сході. Катар підтримував кілька повстанських угруповань під час арабської весни фінансово і стверджуючи глобальний вплив через свою розширюється новинну групу «Аль-Джазіра».
Підтримка Катаром «Братів-мусульман» і союзних військ на Близькому Сході, а також позиції, займані «Аль-Джазірою», призвели до зростання напруженості у відносинах з іншими державами Перської затоки. 5 березня 2014 року Саудівська Аравія, ОАЕ і Бахрейн відкликали своїх послів з Катару в знак протесту проти того, що вони стверджували, було недотриманням Катаром угоди від листопада 2013 року не втручатися у внутрішні справи країн.
Деякі фінансові економісти інтерпретували саудівсько-катарський розкол 2014 року як відчутний політичний ознака зростаючого економічного суперництва між виробниками нафти і природного газу, яке може «мати глибокі і довгострокові наслідки» за межами Близького Сходу.
У березні 2014 року Катар зробив пропозицію Оману, щоб протидіяти впливу Саудівської Аравії на політику в регіоні.
У травні 2017 року передбачуваний злом державних ЗМІ призвів до історій, які цитують Еміра, як запитує про образу США на Іран і помічає ХАМАС. Доха повідомила про нього як про помилкове і не дала ніяких вказівок на те, де він виник. Проте, новинні організації в регіоні повідомили коментарі Еміра як факт. Це призвело до того, що Саудівська Аравія, ОАЕ, Єгипет і Бахрейн розірвали дипломатичні відносини з Катаром 5 червня 2017 року.
Катар висловив підтримку турецькому вторгненню в Північну Сирію, спрямованому на витіснення підтримуваних США сирійських курдів з анклаву Афрін. Прес-секретар Міністерства закордонних справ Лулва Рашиф Аль-Хатер заявила, що: «початок турецької військової операції в минулу суботу було мотивовано законними міркуваннями, пов'язаними з її національною безпекою і безпекою її кордонів, на додаток до захисту територіальної цілісності Сирії від небезпеки відділення. Туреччина, член НАТО, завжди була стабілізуючим фактором в регіоні.»

### Миротворча діяльність та миротворча діяльність
Настання Арабської весни в січні 2011 року ускладнило здатність Катару до посередництва, змусивши лідерів країн Перської затоки стати на бік революціонерів або давніх автократичних режимів. Шейх Хамад заявив, що Катар підтримає повстання, позиція, яка зіткнулася з сусідньою Саудівською Аравією і Об'єднаними Арабськими Еміратами. Катар надавав широку підтримку лівійським революціонерам у фінансуванні і озброєнні, а також сприяв поваленню Муаммара Каддафі, мобілізуючи Арабську підтримку для нанесення авіаударів НАТО. В Єгипті Катар підтримував президента Мухаммеда Мурсі і страждав від напружених відносин з президентом Абдель Фаттахом ас-Сісі після усунення Мурсі. У Сирії Катар надав зброю і фінансування різним опозиційним групам.
Починаючи з 2013 року Катар був звинувачений у фінансуванні ісламських екстремістів в Сирії, обвинувачення, яке було спростовано еміром шейхом Тамімом на CNN і міністром закордонних справ Халедом аль-Аттією у статті думки в британській газеті The Daily Telegraph. За даними Королівського інституту Сполучених Штатів, Катар грає важливу роль в Сирії та Іраку в якості посередника між західними державами і опираючими групами, які не можуть бути залучені безпосередньо. Ця роль узгоджується з зусиллями Катару в якості співрозмовника з талібами в Афганістані, беручи невелике посольство в Досі, де американські офіційні особи можуть зустрітися з талібами за закритими дверима.
До зречення Еміра шейха Хамада посередництво Катару здійснював державний міністр закордонних справ Катару Ахмад Абдалла аль-Махмуд. 4 травня 2009 року Державний міністр закордонних справ Катару Ахмад Абдалла аль-Махмуд оголосив, що Чад і Судан домовилися припинити бойові дії одне проти одного і нормалізувати відносини в ході переговорів за посередництва Катару в Досі; однак це угода швидко зірвалося. Катар також виступив посередником в укладенні угоди між урядом Судану і найсильнішою повстанської угрупованням Дарфура-рухом За справедливість і рівність-в Досі в лютому 2010 року. Угода розпалася в травні 2010 року, і конфлікт триває.
У квітні 2013 року Катар провів конференцію донорів для надання допомоги у відновленні зруйнованого війною Дарфура.
IУ червні 2010 року катарські миротворчі сили розгорнулися в спірному районі Рас-Думейра на кордоні між Джибуті і Еритреєю після того, як остання залишила цей район. Намір полягав у тому, щоб допомогти розпочати двосторонні переговори і вирішити територіальну суперечку, яка перетворилася на насильство. Катар вивів свої 450 військовослужбовців з кордону Джибуті-Еритрея в червні 2017 року після того, як дві країни розірвали зв'язки з Катаром.

### Культурно-релігійні заходи
У спірному процесі торгів, затьмареному хабарництвом та корупційними скандалами, Катар був обраний для проведення Чемпіонату світу з футболу 2022 року. Катар стане першою близькосхідною країною, яка прийме у себе популярний міжнародний спортивний захід. Qatar-financed Qatar Airways пішла на агресивну кампанію розширення, конкуруючи з сусідньої авіакомпанією Emirates, щоб досягти більшої кількості напрямків і обслуговувати більше пасажирів.
На шістдесят шостій сесії Генеральної Асамблеї Організації Об'єднаних Націй головував колишній постійний представник Катару при ООН Нассір Абдулазіз ан-Насер. Країна не визнала обов'язкову юрисдикцію Міжнародного суду.
У вересні 2013 року Катар профінансував 70 % мечеті вартістю 16 мільйонів доларів США, яка буде побудована в Словенії (єдина мечеть в цій країні). Він повинен бути завершений в 2016 році. Завдяки своїм доходів від природних ресурсів і нечисленному корінному населенню Катар зміг зробити сміливі кроки у розширенні своєї глобальної присутності, особливо своєї регіональної ролі після арабської весни, яка фінансує опозицію в лівійській громадянської війни і сирійської громадянської війни, а також ісламістський уряд Єгипту (яким протистояли інші держави РСАДПЗ).

### Іноземна допомога
Програма міжнародної допомоги Катару різко розширилася з початку 2010 року і в значній мірі зосереджена на арабському світі, особливо в гуманітарних кризах в Сирії і газі.
За даними Служби фінансового моніторингу УКГД ООН, міжнародна допомога Катару збільшився з менш ніж 10 мільйонів доларів щорічно в період до арабської весни до сотень мільйонів доларів після цієї події.
Наприклад, у 2012 році, за даними Міністерства закордонних справ Катару, Країна пожертвувала понад 3 млрд кар (або близько 524 млн фунтів стерлінгів) через державну та неурядову допомогу майже 100 країнам світу.
З тих пір керівництво Катару публічно взяла на себе зобов'язання зменшити страждання жертв і забезпечити і підтримати Глобальне партнерство в інтересах досягнення цілей в області розвитку, сформульованих в Декларації тисячоліття, в інших країнах. Держава здійснює інвестиції в широкий спектр гуманітарних секторів і секторів розвитку.